# ناحیه قیاره
ناحیه قیاره (به عربی: القیارة) یک شهر در عراق است که در استان نینوا واقع شده‌است.